# Flensburger Hefte
Flensburger Hefte är en oberoende antroposofisk boktidskrift i Tyskland, som kommer ut med fyra temanummer per år (plus Sonderhefte). Den publicerar samtal med sakkunniga inom olika områden och sedan 2003 även ’intervjuer’ med naturandar, förmedlade av Verena Stael von Holstein. Tidskriften grundades på 1980-talet av dess nuvarande chefredaktör Wolfgang Weirauch.

## Svenska utgåvor
- Biografiarbete (Nova, 1995). Flensburger Häfte 1.
- Sagor (Nova, 1996). Flensburger Häfte 2.
- Nära-dödenupplevelser : erfarenheter från en ljusfylld värld (Nova, 1998). Flensburger Häfte 3.
- Änglar (Nova, 1998). Flensburger Häfte 4.